# 9K52 (ミサイル)
9K52 ルーナ-M (ロシア語: Луна-М）は、ソビエト連邦の開発した戦術弾道ミサイルシステム。発射される9M21ロケットは無誘導でスピン安定のみである。9K52はGRAUの付与した名称で、西側の付与したNATOコードネームは "Free Rocket Over Ground"のバクロニムであるFROG-7。

## 概要
ルーナ-Mは9M21ロケットをZIL-135 8x8 軍用トラックをベースに作られた9P113 TELに搭載したものである。このTELの特徴は9T29輸送車両（こちらもZIL-135ベース）からロケットを再装填するために用いる大型油圧クレーンが搭載されていることである。9M21は射程70 kmに及び、CEPは500から700 m である。このロケットには550 kg のペイロードがあり場合により通常弾頭、核弾頭、化学弾頭の搭載能力がある。

## 歴史

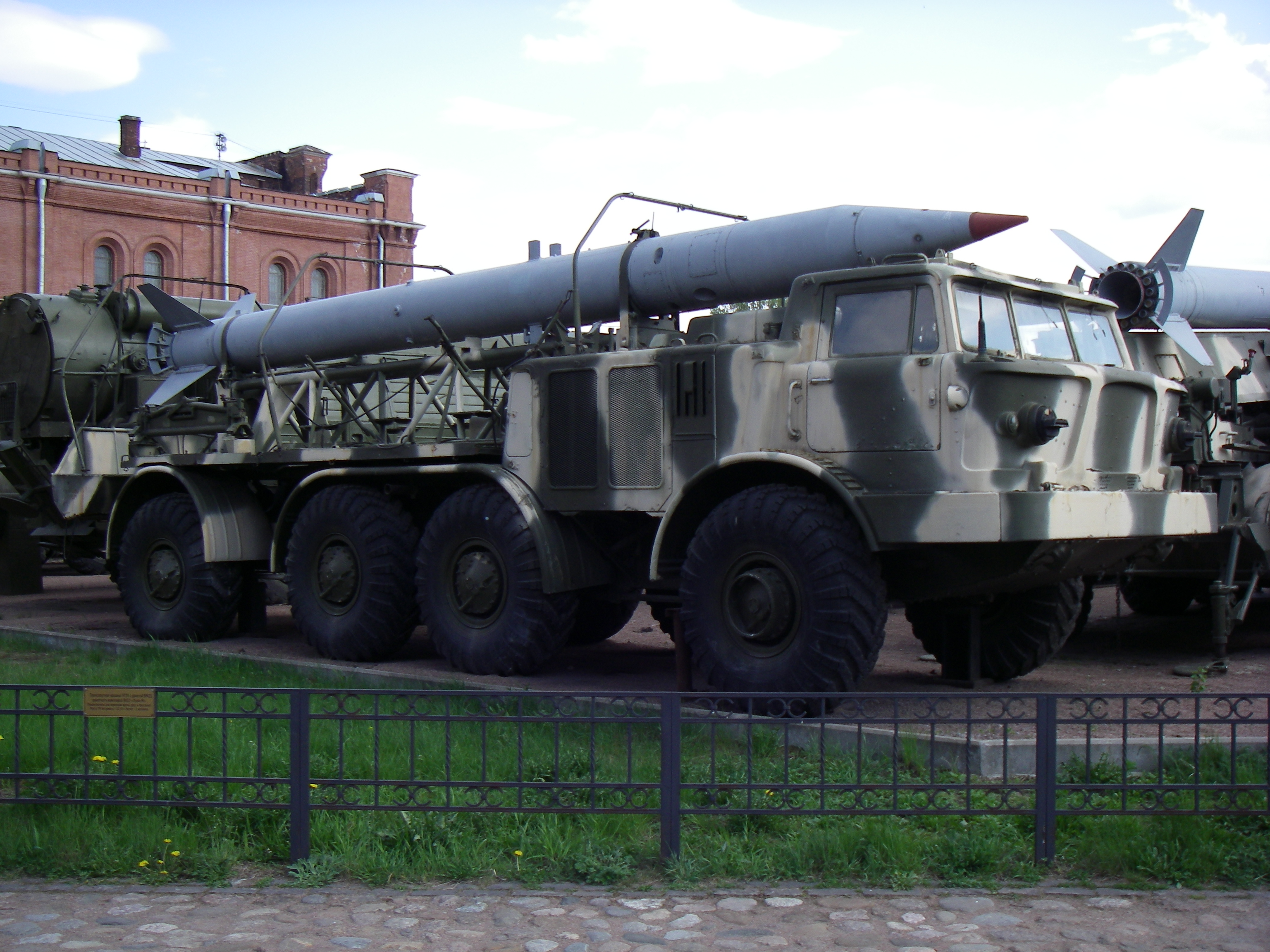
サンクトペテルブルク砲兵博物館に展示される9T29TELと9M21ミサイルで構成された9K52

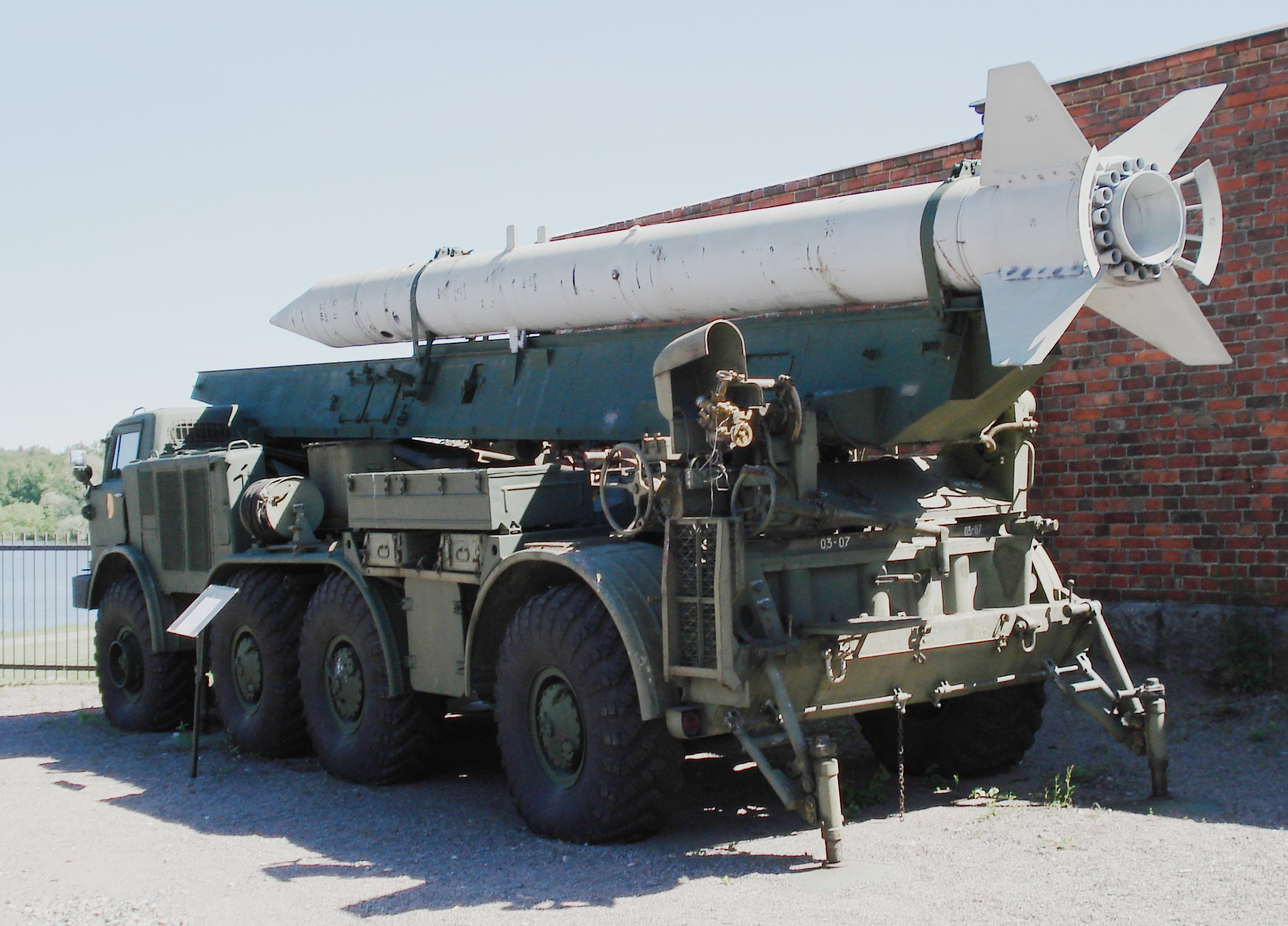
東ドイツの9P113 TEL

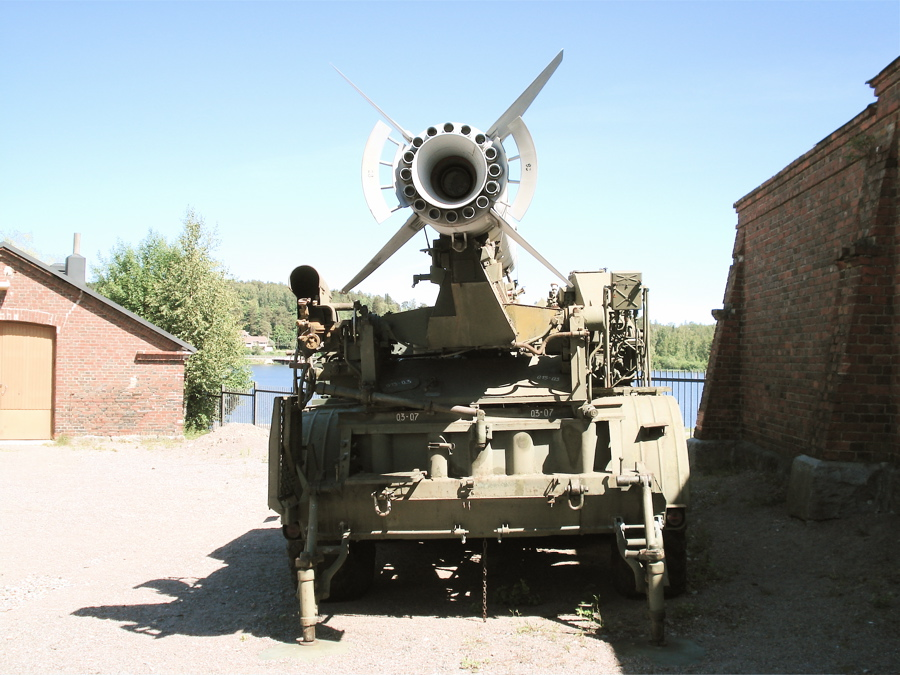
9P113 TEL

1962年10月に9M21の初期型が6発キューバ危機においてキューバへ持ち込まれた。これらのミサイルは発射可能状態の核弾頭が搭載されていた 。さらに70発の核弾頭が島内に保存されていた。
ルーナはソ連の衛星国に広く配備されたほか、その他の地域にも輸出され、現在でも数多くが稼働状態にある。イラクはイランとの戦争の後にエジプトと協力し9M21の改良を行い、射程の90kmへの延長とクラスター弾頭の搭載を可能にした。このロケットはLaith-90と名付けられた。
ユーゴスラビア紛争においてセルビア側がこのロケットをジュパニャや、1992年12月12日の首都ザグレブなどクロアチア側の都市へ多数発射し、1993年9月11日のメダク包囲戦（英語: Operation Medak Pocket）においても用いられた。
2003年のイラク侵攻において米軍第三歩兵師団隷下の第二旅団司令部 戦術作戦センター（英語: Tactical Operations Center） の David Perkins 米大佐は目標として指揮下の兵士とジャーナリストを殺傷したイラクのFROG-7およびAl-Samoud 2（英語: Al-Samoud 2）ミサイルを指定し攻撃した。14人の兵士が負傷し主にハンヴィーなどの車両22輌が撃破ないし大破させられていた。
2011年リビア内戦においてイギリス空軍の航空機がカダフィ大佐支持の勢力が用いるFROG-7を破壊した。
2012年からのシリア内戦においてシリア軍が複数の反政府勢力支配地域に対しFROG-7を発射した。

## 派生型
9M21B
核弾頭 弾頭重量500kg
9M21G
弾頭重量390kg
Laith-90
射程90kmに増進されたイラクのクラスター弾頭型

## 運用者

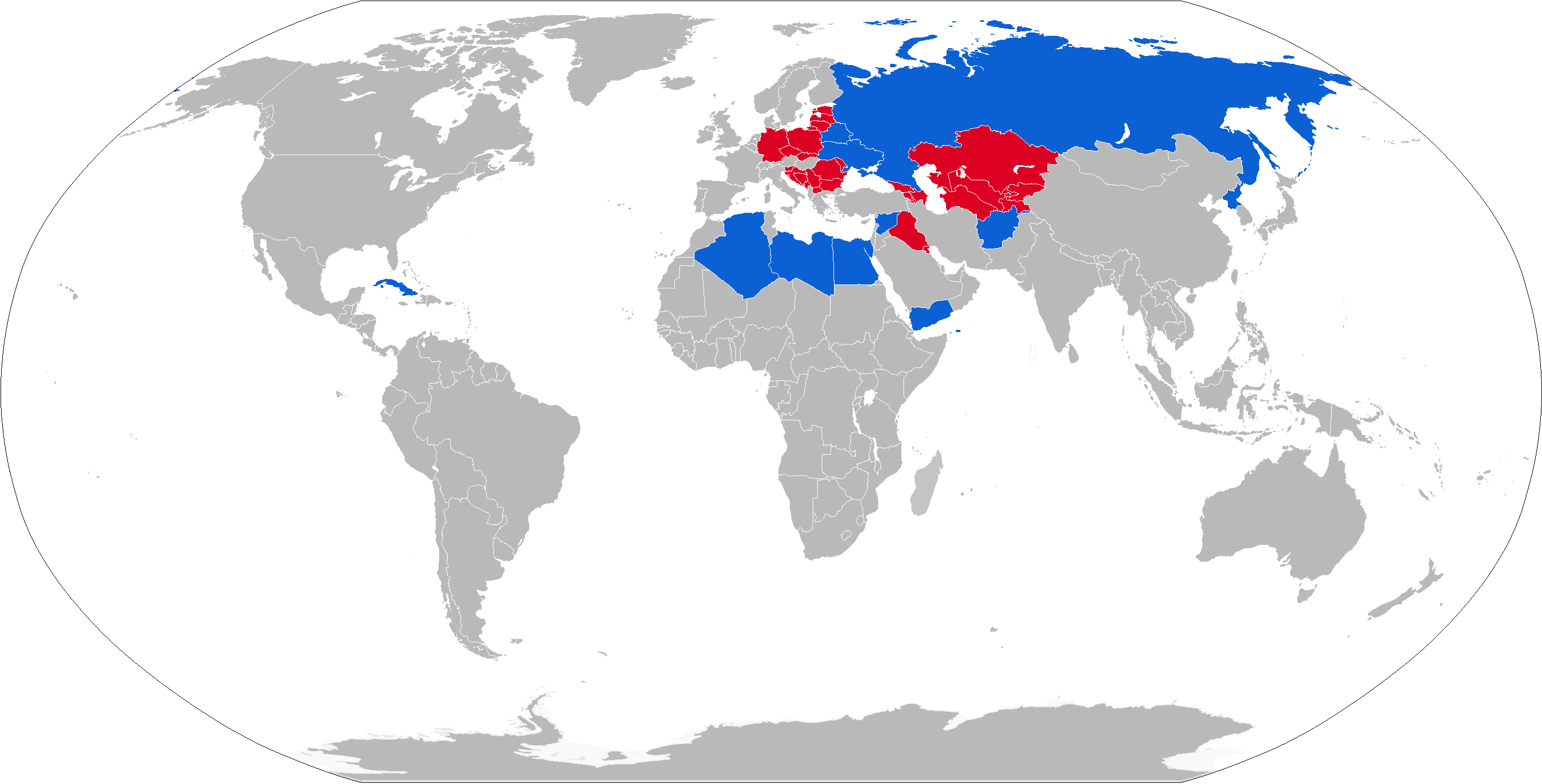
青が現役、赤が退役済

### 現在も運用中
- アルジェリア - 24基（1964 - 1974）、 2014年時点で15基
- アフガニスタン
- ベラルーシ - 複数 (36基の 9K52 およびOTR-21 トーチカ)
- エジプト - 24基（1960 - 1969）。2024年時点で、エジプト陸軍が9基の9K52を保有[9]。
- リビア - 45
- 北朝鮮 - 複数 (24基の 9K52 および 2K6 LunaでHwasong-3と呼ばれる)[10]
- ロシア - 複数が保管状態
- シリア - 30基
- ウクライナ - 50基
- イエメン - 12基

### 退役済
- ブルガリア
- キューバ
- チェコスロバキア
- 東ドイツ
- ハンガリー
- イラク
- クウェート (湾岸戦争時イラク軍に接収された)
- ポーランド
- ルーマニア
- 南イエメン
- ソビエト連邦
- ユーゴスラビア

### 不明
- レバノン - レバノン内戦末期、シリアと対決姿勢を示したアウン派レバノン国軍に、（シリアと対立する）イラクの旧サダム・フセイン政権が供与したと噂された。射程圏内にレバノンばかりかシリアの首都ダマスカスが入る事から、レバノンおよびシリアの一部で住民の混乱が生じた。イラクがこの時期に装備の供与を行なったのは事実だが、9K52がイラクからレバノンに供与されたとは考えられていない。